# Autism Is a World
Autism Is a World ist ein US-amerikanischer Dokumentarfilm aus dem Jahr 2004.

## Handlung
Der Film porträtiert die 26 Jahre alte Sue Rubin, die eine Autistin ist und nicht sprechen, aber mittels gestützter Kommunikation kommunizieren kann. Mit 13 Jahren wurde ihr das geistige Potential einer 2-Jährigen und ein IQ von 29 diagnostiziert. Zum Zeitpunkt der Entstehung des Films besuchte Sue das Whittier College. Im Hauptfach studierte sie Geschichte. Für ihre Zukunft plante sie, als Journalistin zu arbeiten und sich um die Rechte von Autisten zu kümmern. 2013 machte sie nach 16 Jahren ihren Abschluss als Bachelor of Arts in Lateinamerikanischer Geschichte.

## Nominierungen
2005 wurde der Film in der Kategorie Bester Dokumentar-Kurzfilm für den Oscar nominiert.

## Hintergrund
Der Film wurde von Gerardine Wurzburg produziert, die auch Regie führte. Die Koproduktion übernahm das CNN Kabelnetzwerk. Der Dokumentarfilm wurde als Teil der Fernsehserie CNN Presents ausgestrahlt. Rubins Aussagen im Films wurden von der Schauspielerin Julianna Margulies gesprochen. Die Regisseurin Wurzburg nannte Rubin „die Helen Keller ihrer Generation“.

## Kritik
Autismusforscher wie Gina Green von der San Diego State University haben den Film für die positive Darstellung der gestützten Kommunikation kritisiert. Green stellte fest, dass es „alarmierend“  wäre, diesen Film ohne „einen Hinweis, geschweige denn eine Offenlegung“ der Beweise gegen die gestützte Kommunikation zu machen. In einem Artikel des Magazins Slate wird Autism is a World als Propagandafilm für die Pseudowissenschaft gestützte Kommunikation bezeichnet. Douglas Biklen, der Leiter des Facilitated Communication Institutes, eines Institutes für gestützte Kommunikation, war Koproduzent von Autism is a World. Die Behavior Analysis Association of Michigan (BAAM) kritisiert, dass im Film das bei Sue Rubin vorliegende Mikrodeletionssyndrom 2q37 nicht erwähnt wird, das Behinderungen wie Skelettmissbildungen und schwere Entwicklungsbeeinträchtigungen verursacht. Außerdem wird bemängelt, dass Rubin trotz eines angeblichen IQs von 133 einfachste Tätigkeiten nicht selbstständig ausführen kann, auf eine 24-Stunden-Betreuung angewiesen ist und nur die Artikulationsfähigkeiten einer Zwei- bis Dreijährigen besäße. Newsweek und People Magazine bewarben den Film, indem sie unkritische Berichte über die Erfolgsstory von Rubin durch die gestützte Kommunikation veröffentlichten. Die Nancy Lurie Marks Foundation, eine Unterstützerin des Facilitated Communication Institutes, verschenkte zur Bewerbung der gestützten Kommunikation 16.000 Freiexemplare des Dokumentarfilms an öffentliche Bibliotheken in den USA. CNN unterstützte die Kampagne für die Pseudowissenschaft der gestützten Kommunikation durch werbefreie Ausstrahlung des Dokumentarfilms an Schulen.

## DVD-Veröffentlichung
- Im Juni 2005 kam der Film auf DVD heraus.[14]